# Irina Kondràtova
Irina Kondràtova   (segle XX) és una anestesiòloga pediàtrica ucraïnesa que el 2022 va decidir quedar-se a Ucraïna per atendre les pacients malgrat la guerra.
Des del 2014 dirigeix un equip de metges que dona suport mèdic i psicològic a dones de Luhansk i Donetsk, que el 2022 ja havia atès més de 3.000 dones. Després de la Invasió russa d'Ucraïna del 2022 moltes persones van decidir marxar del país patint per la seva vida davant els persistents atacs aeris. Malgrat aquestes circumstàncies, Kondràtova i el seu equip van decidir quedar-se per continuar atenent dones embarassades, mares i nounats, alguns en cures intensives i amb patologies quirúrgiques. I ho van fer desplaçant-se des de les primeres setmanes de la guerra al soterrani convertit en maternitat del Centre Perinatal Regional de Kharkiv. Com a màxima responsable de l'equip, al març es va fer càrrec de l'Instagram de David Beckham per donar visibilitat a les dificultats i demanar ajuda.
El 2022 va ser escollida una de les 100 dones més inspiradores per la BBC.